# 立方平均
立方平均 (りっぽうへいきん、英語: Cubic mean、{\displaystyle {\bar {x}}_{\mathrm {cubic} }})は、p=3の場合のヘルダー平均である。材料の疲労による寿命の予測に使われる。

## 定義
n個の実数xiの立方平均は{\displaystyle {\sqrt[{3}]{{\frac {1}{n}}\sum _{i=1}^{n}{x_{i}^{3}}}}={\sqrt[{3}]{{x_{1}^{3}+x_{2}^{3}+\cdots +x_{n}^{3}} \over n}}}である。例えば、2個の実数x1とx2の立方平均は{\displaystyle {\sqrt[{3}]{\frac {x_{1}^{3}+x_{2}^{3}}{2}}}}となる。